# Paul Erich Krawc
Paul Erich Krawc (auch Paul Erich Schneider; * 11. März 1907 in Puschwitz; † 30. März 1995 in Bautzen) war ein sorbischer Pädagoge, Volkskundler und Heimatforscher.
Schneider lernte von 1920 bis 1927 am Landständischen Lehrerseminar in Bautzen. Er studierte dann Pädagogik und war Lehrer. In der DDR war er Mitarbeiter des sorbischen Volksbildungsamtes in Bautzen und maßgeblich am Aufbau und an der Organisation des sorbischen Kulturlebens und seiner Institutionen beteiligt. Außerdem betätigte er sich als Schulbuchautor. Im Domowina-Verlag war er als Herausgeber von sorbischen Sagen und Märchen tätig.
Krawc wurde auf dem Taucherfriedhof in Bautzen beigesetzt.

## Fotografische Darstellung Krawc‘
- Kurt Heine: Božidar Dobrucky und Erich Schneider, Mitarbeiter des sorbischen Volksbildungsamtes in Bautzen (1952)[3]

## Werke

### Pädagogische Schriften
- Sorbische Volkskunde: Vorschläge für einen Grundplan für sorbische Volkskunde an den Volkshochschulen des zweisprachigen Gebietes der Lausitz. Serbska ludowa uniwersita, Bautzen 1953.
- Što radosć rjeńšu dawa hač dróhu pućować…: Dźěłajmy-spěwajmy-pućujmy. In: Serbska šula. Jg. 7, Volk und Wissen, Berlin 1954.
- Wučbnica zemjepisa. Domowina-Verlag, Bautzen (Lehrbuch der Erdkunde, obersorb.) darin:
  - Za 8. šulski lětnik, Amerika. 1960.
  - Šulski lětnik 8, Zapadna Azija, Afrika, Awstralija, Oceaniska, Polarnej wobwodaj. 1961.
- mit Karl-Heinz Müller: Behandlung der Stoffgebiete unter Berücksichtigung des gemeinsamen Lebens und Schaffens von Deutschen und Sorben im zweisprachigen Gebiet. In: Hinweise zum präzisierten Lehrplan für den heimatkundlichen Deutschunterricht. Deutsches Pädagogisches Zentralinstitut, Berlin 1967–1968.
  - Klasse 2. 1967
  - Klasse 3. 1967
  - Klasse 4. 1968
  - 1970, Neuabdruck in: Schriftenreihe für Lehrer und Erzieher im zweisprachigen Gebiet. Heft 3, Domowina-Verlag, Bautzen 1970.

### Volkskunde
- mit Lotar Balke: Die Tracht der Sorben um Hoyerswerda. Domowina-Verlag, Bautzen 1959, 1983. (deutsch und sorbisch) (3. Band der Reihe Sorbische Volkstrachten. herausgegeben vom Institut für sorbische Volksforschung)
- Das Holzgrabkreuz in der sächsischen Oberlausitz. In: Lětopis C 1983, S. 3–37.

### Sagen
- Sorbische Sagen: Eine Auswahl für Kinder. Domowina-Verlag, Bautzen 1960.
  - Serbske powěsći: Z pokłada serbskich bajow. Domowina-Verlag, Bautzen 1959 (2. Aufl. 2003, ISBN 3-7420-1936-8)
- Sagen der Lausitz. Erw. Neuauflage, Domowina-Verlag, Bautzen 1962. (14. Aufl. 2006, ISBN 3-7420-0702-5)
- Sagen aus Heide und Spreewald. Domowina-Verlag, Bautzen 1970. (8. Aufl. 2007, ISBN 978-3-7420-0079-8)